# Prionotus

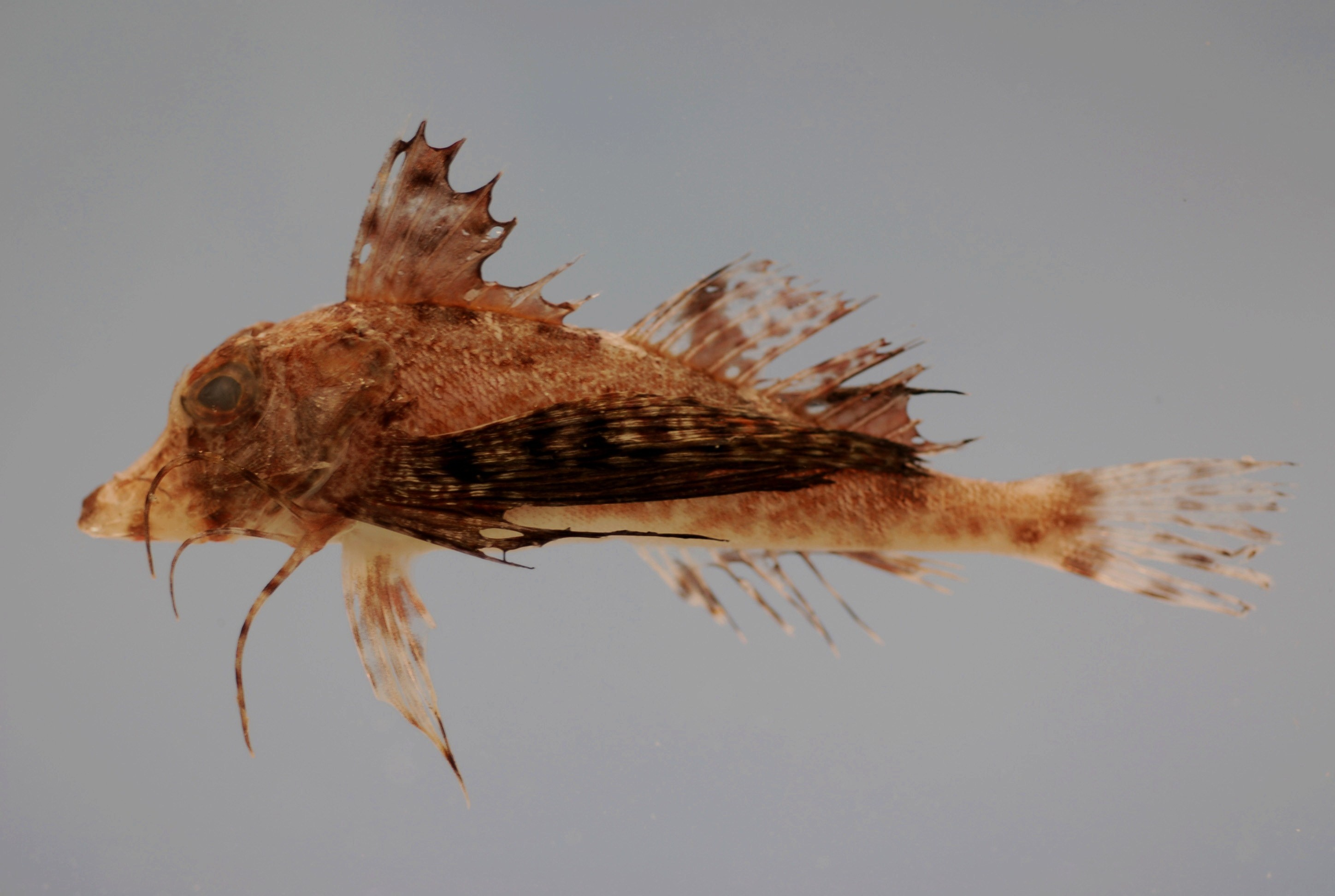
Prionotus tribulus

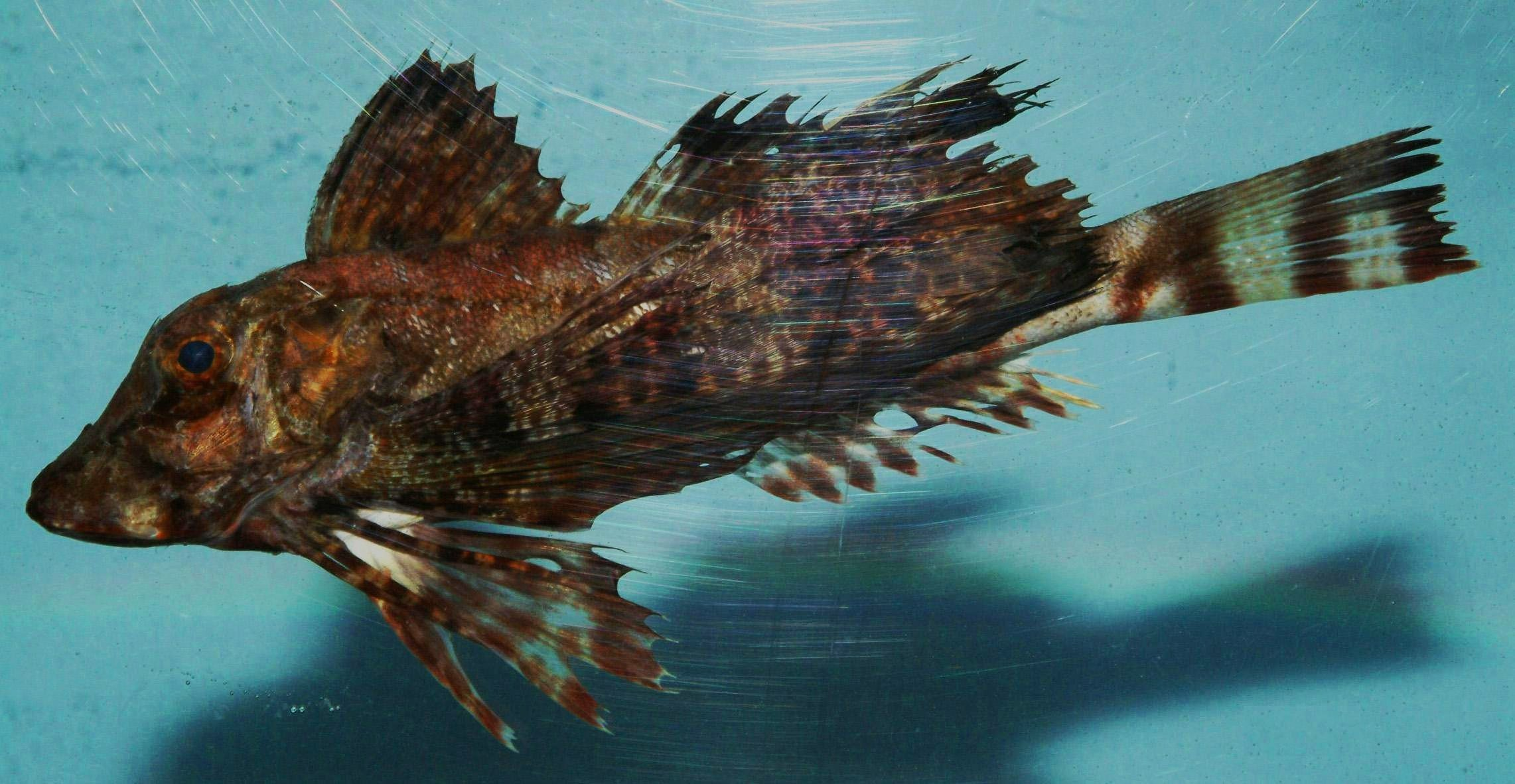
Prionotus ophryas

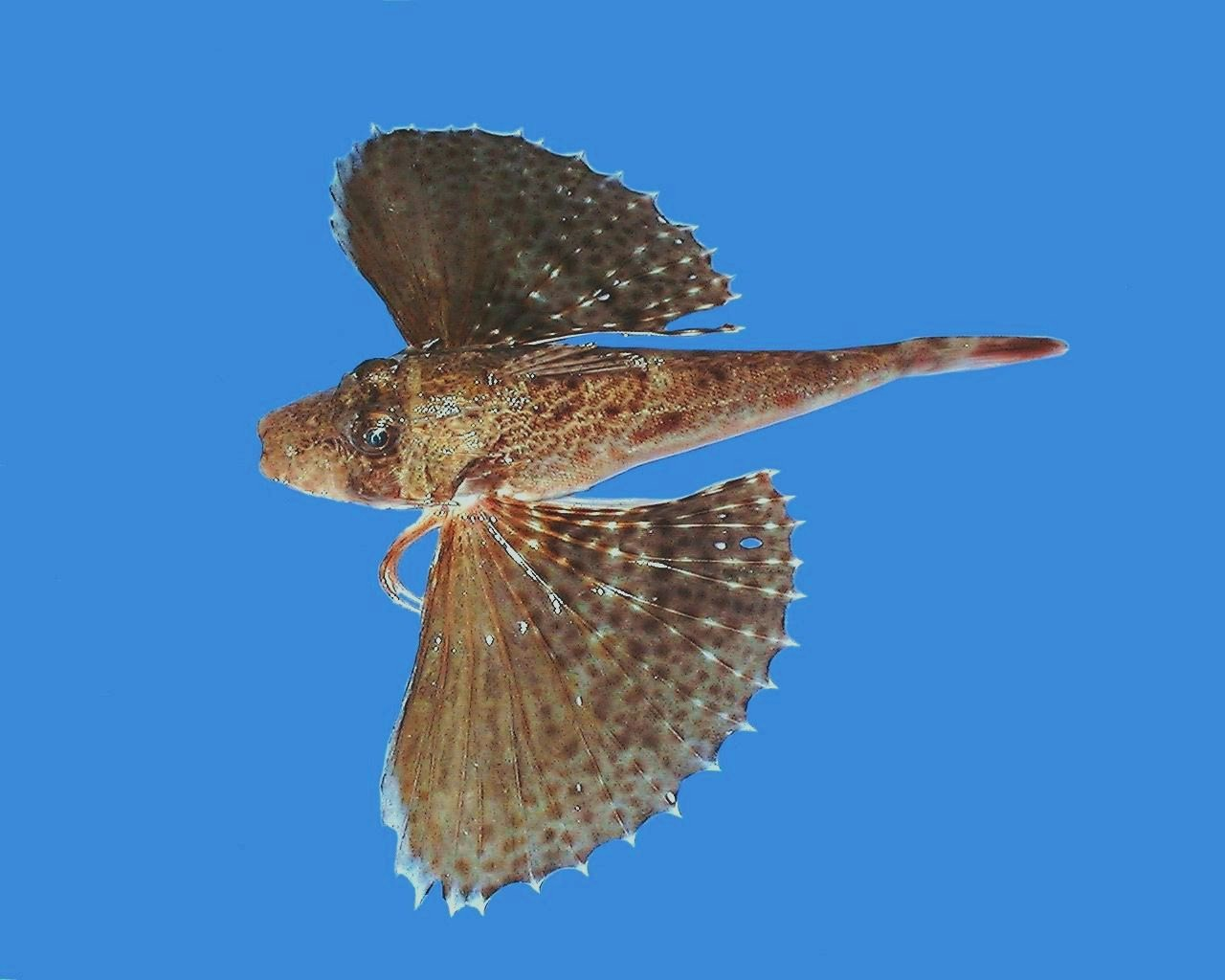
Prionotus rubio

Prionotus és un gènere de peixos pertanyent a la família dels tríglids.

## Morfologia
Aletes pectorals llargues. Part posterior de l'opercle i clatell amb escates.

## Distribució geogràfica
Es troba a les aigües tropicals i temperades del Nou Món.

## Taxonomia
- Prionotus alatus (Goode & Bean, 1883)[2]
- Prionotus albirostris (Jordan & Bollman, 1890)[3]
- Prionotus beanii (Goode, 1896)[4][5]
- Prionotus birostratus (Richardson, 1844)[6]
- Prionotus carolinus (Linnaeus, 1771)[7]
- Prionotus evolans (Linnaeus, 1766)[8]
- Prionotus horrens (Richardson, 1844)[6]
- Prionotus longispinosus (Teague, 1951)[9]
- Prionotus martis (Ginsburg, 1950)[10]
- Prionotus miles (Jenyns, 1840)[11]
- Prionotus murielae (Mowbray, 1928)[12]
- Prionotus nudigula (Ginsburg, 1950)[10]
- Prionotus ophryas (Jordan & Swain, 1885)[13]
- Prionotus paralatus (Ginsburg, 1950)[10]
- Prionotus punctatus (Bloch, 1793)[14]
- Prionotus roseus (Jordan & Evermann, 1887)[15]
- Prionotus rubio (Jordan, 1886)[16]
- Prionotus ruscarius (Gilbert & Starks, 1904)[17]
- Prionotus scitulus (Jordan & Gilbert, 1882)[18]
- Prionotus stearnsi (Jordan & Swain, 1885)[19][20]
- Prionotus stephanophrys (Lockington, 1881)[21]
- Prionotus teaguei (Briggs, 1956)[22]
- Prionotus tribulus (Cuvier, 1829)[23][24][25][26][27][28]